# Charles H. Schneer

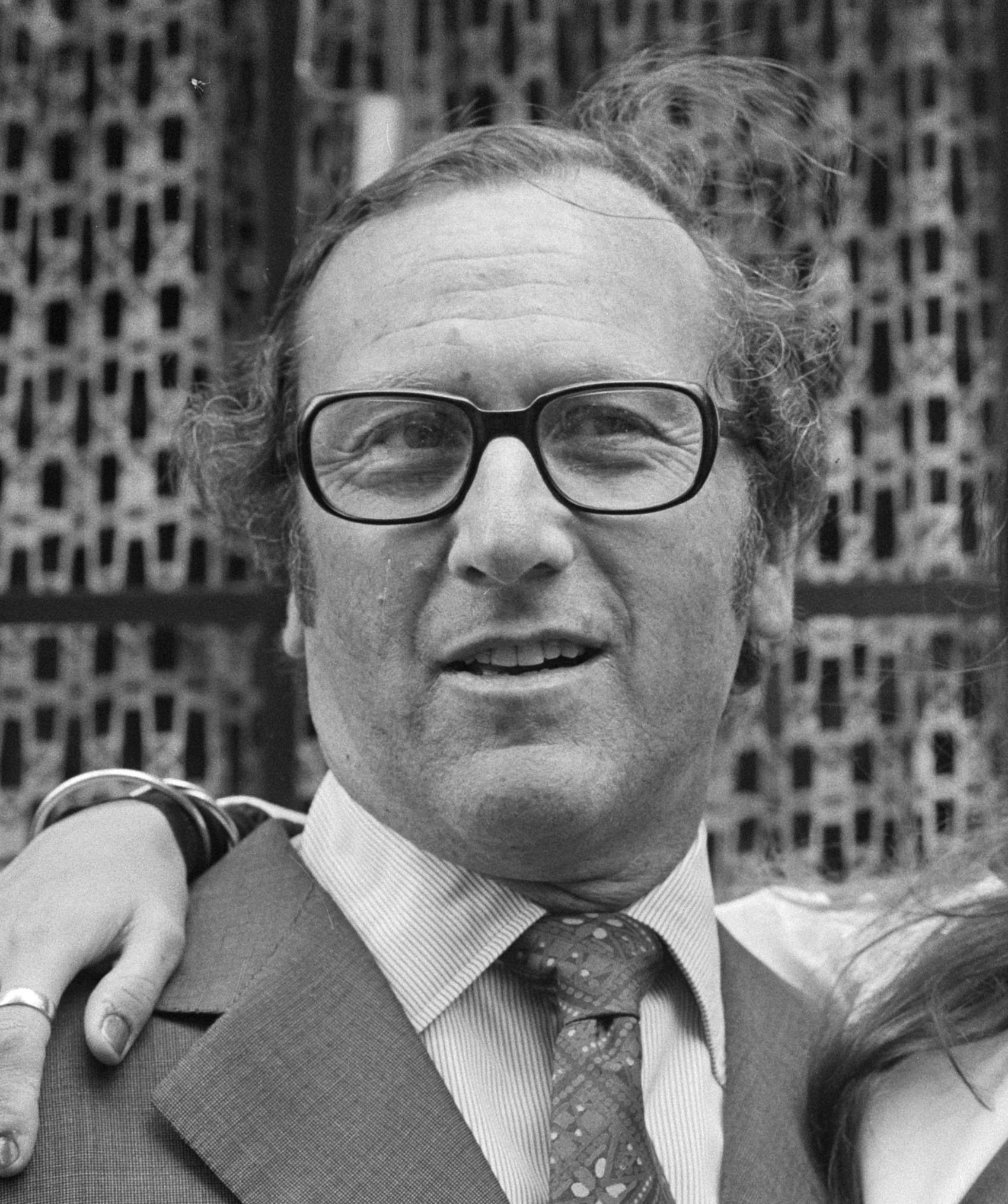
Charles Schneer (1974)

Charles Hirsh Schneer (* 5. Mai 1920 in Norfolk, USA; † 21. Januar 2009 in Boca Raton, USA) war ein US-amerikanischer Filmproduzent.

## Werdegang
Schneer verbrachte seine Jugend in Mount Vernon und studierte an der Columbia University in New York. Während des Zweiten Weltkrieges diente er auf Long Island bei der Photographic Unit des US Army Signal Corps, wo er Ausbildungsfilme produzierte. Nach Kriegsende zog er nach Hollywood und wurde bei der Columbia als Produzent eingestellt.
Ray Harryhausens Stop-Motion-Arbeit im Film Panik in New York beeindruckte ihn und er wollte mit ihm einen ähnlichen Film drehen. Es entstand Das Grauen aus der Tiefe und war der Beginn einer reibungslosen Zusammenarbeit, die bis zu seinem Rücktritt vom Film dauerte. Mit Harryhausen teilte er sein Interesse für den Fantasyfilm. Neben den finanziellen Aspekten war er für die Realszenen verantwortlich und war Ideengeber für Harryhausens Arbeit. Schneer erwog bereits für 1957 einen Farbfilm, die technischen Schwierigkeiten konnte Harryhausen jedoch erst in Sindbads 7. Reise zufriedenstellend lösen. Um Kosten zu sparen, wurde seit 1957 teilweise und seit 1960 komplett in Europa gedreht. Das von Harryhausen weiterentwickelte Stopp-Motion-Verfahren vermarktete er in den Farbfilmen als Dynamation, SuperDynamation und Dynarama. Nachdem Columbia den Vertrag mit Harryhausen nach acht Produktionen nicht mehr verlängerte, spannte man für Gwangis Rache mit der Warner Bros. zusammen. Zurück zur Columbia entstanden noch zwei weitere Sindbad-Filme. Seinen letzten Film Kampf der Titanen realisierter er mit Harryhausen für die MGM. Neben der Arbeit mit Harryhausen produzierte er auch Kriegsfilme und Western.
Schneer zog 1960 nach London, wo er Mitglied der Academy of Motion Picture Arts and Sciences war. Aufgrund seines sich verschlechternden Gesundheitszustandes zog er 2005 nach Florida, wo er 2009 im Alter von 88 Jahren in einem Pflegeheim verstarb.

## Kinofilme
- 1953: The 49th Man
- 1955: Das Grauen aus der Tiefe (It Came from Beneath the Sea)
- 1956: Fliegende Untertassen greifen an (Earth vs. the Flying Saucers)
- 1957: Die Höllenhunde des Pazifik (Hellcats of the Navy)
- 1957: Die Bestie aus dem Weltenraum (20 Million Miles to Earth)
- 1958: Asphaltgeier (The Case Against Brooklyn)
- 1958: Brückenkopf Tarawa (Tarawa Beachhead)
- 1958: Sindbads siebente Reise (The 7th Voyage of Sinbad)
- 1959: Der Henker wartet schon (Good Day for a Hanging)
- 1959: Auf heißer Fährte (Face of a Fugitive)
- 1959: Schlacht im Korallenmeer (Battle of the Coral Sea)
- 1960: Wernher von Braun – Ich greife nach den Sternen (Wernher von Braun)
- 1960: Herr der drei Welten (The 3 Worlds of Gulliver)
- 1961: Die geheimnisvolle Insel (Mysterious Island)
- 1963: Jason und die Argonauten (Jason and the Argonauts)
- 1963: Das Schwert des Königs (Siege of the Saxons)
- 1964: Die erste Fahrt zum Mond (First Men in the Moon)
- 1964: Östlich vom Sudan (East of Sudan)
- 1965: You Must Be Joking!
- 1967: Half a Sixpence
- 1969: Fahr zur Hölle, Gringo (Land Raiders)
- 1969: Gwangis Rache (The Valley of Gwangi)
- 1970: Der Vollstrecker (The Executioner)
- 1973: Sindbads gefährliche Abenteuer (The Golden Voyage of Sinbad)
- 1977: Sindbad und das Auge des Tigers (Sinbad and the Eye of the Tiger)
- 1981: Kampf der Titanen (Clash of the Titans)